# Railaco Craic
Railaco Craic (Railaco Kraik, „Unter-Railaco“) ist ein osttimoresischer Suco im Verwaltungsamt Railaco (Gemeinde Ermera).

## Geographie

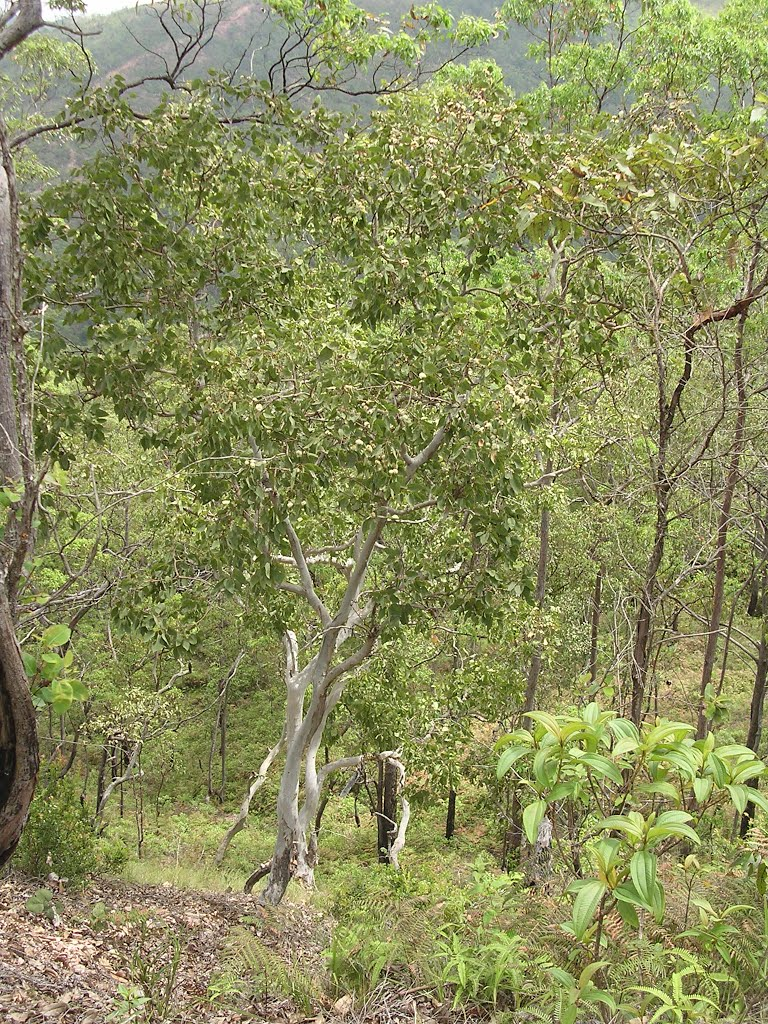
Bergwald in Railaco Craic auf etwa Höhe mit Eucalyptus alba

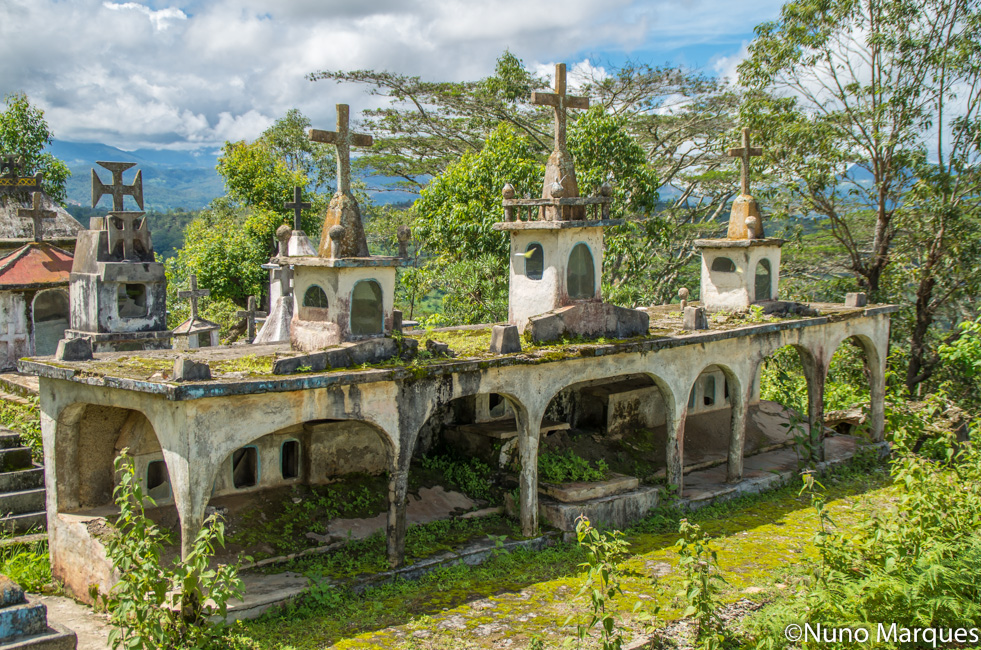
Friedhof in Railaco

Vor der Gebietsreform 2015 hatte Railaco Craic eine Fläche von 18,93 km². Nun sind es 14,23 km². Der Suco liegt im Zentrum und Süden des Verwaltungsamts Railaco. Westlich liegt der Suco Fatuquero, östlich der Suco Railaco Leten und nördlich, jenseits des Flusses Balele, der Suco Taraco. Südlich grenzt Railaco Craic an das Verwaltungsamt Aileu (Gemeinde Aileu) mit seinem Suco Seloi Craic. Der Balele ist ein Quellfluss des Rio Comoro. Ebenso der Buamara, der den Suco Railaco Craic im Zentrum von Ost nach West durchquert. Im Süden entspringt der Maurotieramata, der zum System des Lóis gehört und in den Nachbarsuco Fatuquero weiterfließt. Ebenso zum Lóis gehört der Aileu, der südliche Grenzfluss zu Seloi Craic. Zwischen Buamara und Maurotieramata verläuft parallel zu den Flüssen die Überlandstraße, die die Gemeindehauptstadt Gleno mit der Stadt Aileu im Osten verbindet.
An der Überlandstraße, an der Westgrenze zu Fatuquero, liegt der Ort Cucoa (Cocoa, Kokoa). Zwischen den Flüssen Buamara und Balele liegen die drei Dörfer Sobrequeque (Suwerkeke), Railakopu und Riamori. Grundschulen gibt es in Cucoa (Escola Primaria No. 245 Railaco Craic) und Sobrequeque.
Im Suco befinden sich die vier Aldeias Cucoa, Fatucado, Riamori und Sobrequeque.

## Einwohner
Im Suco leben 1.693 Einwohner (2022), davon sind 894 Männer und 799 Frauen. Im Suco gibt es 258 Haushalte. Fast 71 % der Einwohner geben Tetum Prasa als ihre Muttersprache an. Fast 28 % sprechen Mambai und eine kleine Minderheit Atauro.

## Politik
Bei den Wahlen von 2004/2005 wurde João de Jesus Monteiro zum Chefe de Suco gewählt. Bei den Wahlen 2009 gewann Domingos Soares und 2016 Hermenegildo Madeira Salsinha.